# Станіслав Бредбера
Станісла́в Бребе́ра (словац. Stanislav Brebera; 10 серпня 1925, Пршелоуч, Пардубицький край, Чехословаччина — 26 березня 1916, Пардубіце) — чеський хімік, який створив один з видів пластичної вибухівки «Семтекс», відому по застосуванню проти американців у В'єтнамській війні і деяких терактах, наприклад, під час вибуху на Чокербі 21 грудня 1988 р. Помер 11 травня 2012 року у Пардубіце.

## Біографія
Станісла́в Бребе́ра народився в 10 серпня 10 серпня 1925 року в Пршелоучі, нині — Пардубицький край. Закінчив Чеський технічний університет (нині Вища школа хімічної технології. Станіслав у молодості писав вірші і зовсім не збирався бути хіміком. Весь час працював над винаходами. З 1945 року був членом комуністичної партії Чехословаччини.

## Відкриття
Хіміки Станіслав Бредбера і Радим Фукатко винайшли пластичну вибухівку"Семтекс"у 1958 році в Чехословаччині.
Вибухівку виготували за 100 кілометрах від Праги, в маленькому містечку Семтін, в честь якого «Семтекс» і отримав свою назву. У 1964 році Пардубіце налагодили промислове виробництво. Зовні нічим не примітна, схожа на звичайний пластилін речовина в 1980-і і 90-і роки стала мало не синонімом терору. «Семтекс» спочатку розроблявся для чехословацької армії, але в 1964 році в Празі вирішили почати його експорт в країни, що підтримують «соціалістичний шлях розвитку».
Чехословаччина продавала вибухівку низці країн Варшавського договору, таким як Угорщина і Східна Німеччина. Пізніше його почав закуповувати навіть Північний В'єтнам.